# Kto zaplatit za udaču?
Kto zaplatit za udaču? (Кто заплатит за удачу?) è un film del 1980 diretto da Konstantin Chudjakov.

## Trama
Il film è ambientato in Crimea nel 1919. Le Guardie Bianche stanno preparando un processo contro la rivoluzionaria Antonina Čumak. Il marinaio Kuskov, il cosacco Dmitry Čumak e l'imbroglione Fedor Čumak arrivano in città per salvarla.